# 고일욱
고일욱(1962년 9월 21일 ~ 2010년 3월 18일)은 대한민국의 MBC 보도본부 국제부 차장이다.

## 경력
- 1995년 MBC 보도본부 기자
- MBC 보도본부 사회부 기자
- MBC 보도본부 경제부 기자
- MBC 보도본부 프랑스 파리 특파원
- MBC 국제부 차장

## 출연

### 과거 텔레비전
- 뉴스&정보 피자의 아침 - 기획취재 출연 (2000년)